# Иванов, Тимофей Иванович
Тимофей Иванович Иванов (1729—1803) — медальер Санкт-Петербургского монетного двора, автор штемпелей многих медалей и монет.

## Биография
Тимофей Иванов родился в 1729 году в семье монетчика. С 1745 года стал учеником на Санкт-Петербургском монетном дворе. Из-за нехватки наставников и медальеров монетного двора в Санкт-Петербург в 1751 году прибыл шотландец Бенджамин Скотт, Иванов был назначен его подопечным. Талант Тимофея был замечен, и его отправили в рисовальный класс Академии наук. С 1762 года Тимофей Иванов стал медальером Санкт-Петербургского монетного двора. Получив академическое образование и перенимая опыт иностранных коллег, трудившихся на монетном дворе, Иванов начал создавать авторские работы. Ему была поручена разработка нового профильного портрета Елизаветы Петровны для монет, до этого портреты императрицы для штемпелей создавали Бенджамин Скотт и Жак-Антуан Дасье. В итоге Ивановым был создал новый портрет императрицы, украсивший аверсы серебряных рублёвиков 1757—1761 годов. Тимофей Иванович Иванов оставался работать медальером монетного двора до 1800 года. Умер в 1803 году.

## Работы
Медали, автором которых является Т. И. Иванов:
- Медаль «За победу над пруссаками при Франкфурте на Одере» (1759)[3]
- Аверс медали «В память коронования императрицы Екатерины II» (1762)[4]
- Аверс настольной медали «На учреждение Воспитательного дома» (1763)[5]
- Памятная медаль «На установление исправной монеты» (1763)
- Медаль «На усовершенствование монетного дела» (1765)[6]
- Настольная медаль «В память о придворной карусели» (1766)[7]
- Аверс памятной медали «На дозволение провозить хлеб в С. Петербург из Лифляндии и Эстляндии» (1766)[8]
- Медаль «На заложение Исакиевского собора» (1768)[9]
- Медаль «Для наград по Вольному Экономическому Обществу» (1768)[10]
- Медаль «На прививание оспы» (1768)[11]
- Медаль «За победу при Кагуле»(1770)[12]
- Медаль «На возобновление Кремлёвского дворца» (1773)[13]
- Копия памятной медали «На учреждение губерний» (1775 год)[14]
- Медаль «На подданство Грузии» (1783)[15]
- Медаль «На присоединение Крыма» (1783)[16]
- Медаль «Для награды от Российской Академии» (1783)[17]
- Медаль «На предоставление свободной торговли городам: Феодосии, Херсони и Севастополю» (1783)[18]
- Настольная медаль «На право собственности» (1790)[19]

Иванов является автором штемпелей рублёвиков 1757—1761 годов, также его авторству принадлежат штемпеля золотых и серебряных монет 1762—1796 всех достоинств. Большинство штемпелей Тимофея Иванова помечены литерами «TI», «ТИ» или «ТИМОѲЕI∙I∙F».
- Монеты, отчеканенные штемпелями работы Т. И. Иванова[20][21]
- Аверс 10 рублей 1762 года
 (литеры «∙T∙I∙»)
- 10 рублей 1772 года (новодел)
 (литеры «T∙I»)
- Аверс 10 рублей 1795 года
 (литеры «∙T∙I∙»)